# Mercedes-Benz W247
La Mercedes-Benz W247 è una monovolume compatta prodotta dal 2019 dalla casa automobilistica tedesca Mercedes-Benz e corrispondente alla terza generazione della cosiddetta Classe B.

## Storia e profilo
La terza generazione della Classe B è stata lanciata al Motor Show di Parigi il 2 ottobre 2018. La linea esterna si caratterizza per il tetto arcuato e le fiancate arrotondate, le quali le danno un aspetto elegante e sobrio.

### Meccanica
La W247 nasce sul pianale dell'appena lanciata Mercedes-Benz W177.
La configurazione completamente elettrica è stata rimossa, ma è stata introdotta un'opzione ibrida plug-in. L'ibrido plug-in è dotato di una batteria da 10,9 kWh che supporta opzionalmente la ricarica DC e fornisce un'autonomia nel ciclo combinato WLTP di 66 km.

### Restyling 2023

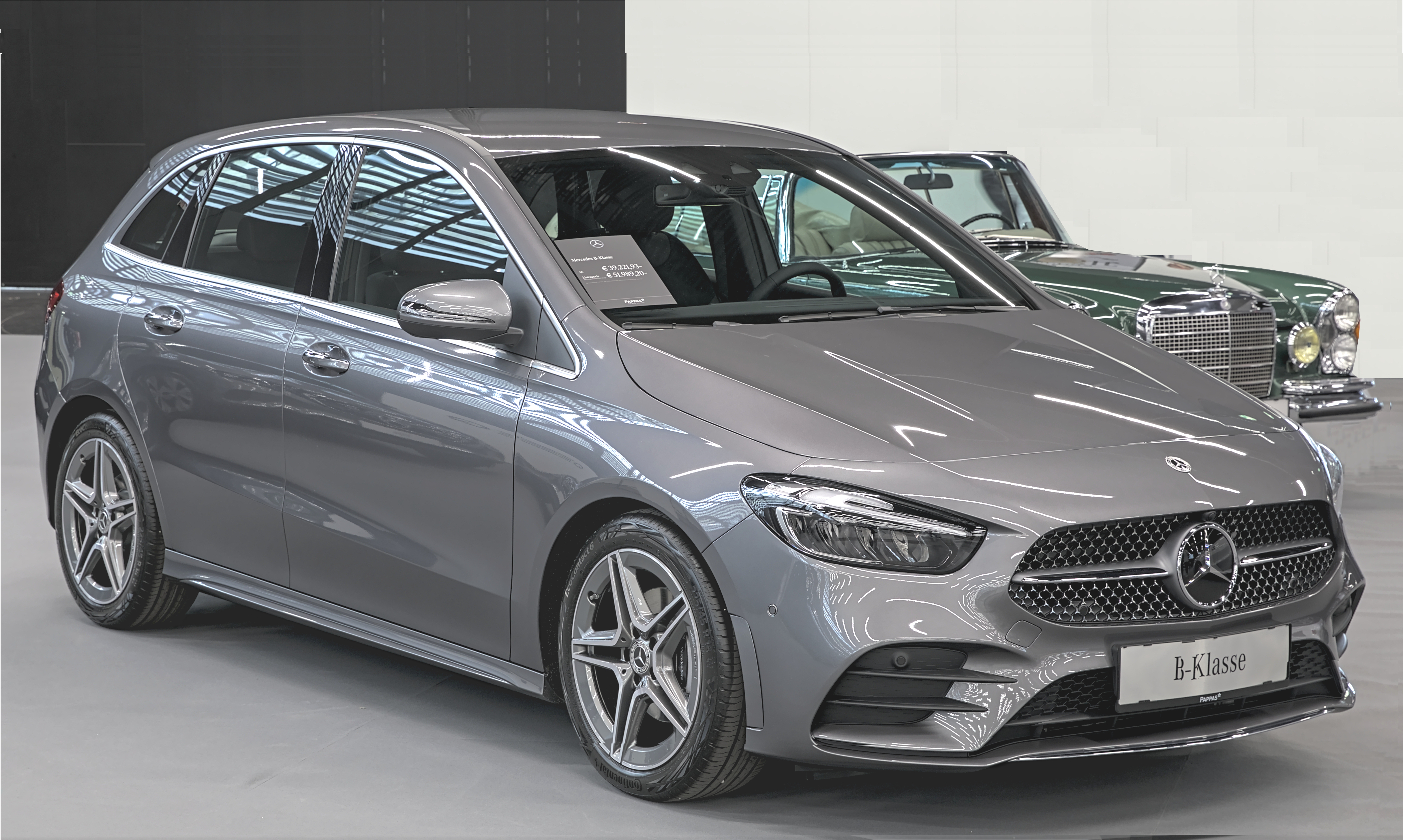
Restyling 2023

Nel 2022, la Classe B ha ricevuto un restyling per il modello 2023. Con una stretta somiglianza con l'aggiornamento W177, la Classe B include piccole differenze nei fari con modifiche significative alle luci posteriori, insieme a interni modificati e un sistema di infotainment migliorato che aggiunge la più recente iterazione del sistema Mercedes-Benz MBUX.

### Motori

#### Pre-restyling (2018-2022)
| Modello        | Anni di produzione | Motore                 | Potenza         | Coppia  | Cilindrata | Velocità max | Transmissione                                   | Accelerazione (0-100)                                | Trazione                                              | Capacità serbatoio carburante [Adblue] | Consumi          | Emissioni di CO2 | Omologazione |
| Benzina        | Benzina            | Benzina                | Benzina         | Benzina | Benzina    | Benzina      | Benzina                                         | Benzina                                              | Benzina                                               | Benzina                                | Benzina          | Benzina          | Benzina      |
| -------------- | ------------------ | ---------------------- | --------------- | ------- | ---------- | ------------ | ----------------------------------------------- | ---------------------------------------------------- | ----------------------------------------------------- | -------------------------------------- | ---------------- | ---------------- | ------------ |
| B 160          |                    | M282                   | 80 kW (109 CV)  | 180 Nm  | 1332 cm3   | 198 km/h     | Manuale a 6 rapporti                            | 11.3 sec                                             | Anteriore                                             |                                        |                  |                  |              |
| B 180          |                    | M282                   | 100 kW (136 CV) | 200 Nm  | 1332 cm3   | 212 km/h     | Manuale a 6 rapporti/ Automatico 7 rapporti     | 9.4 sec (cambio manuale) 9.0 sec (cambio automatico) | Anteriore                                             |                                        |                  |                  |              |
| B 200          |                    | M282                   | 120 kW (163 CV) | 250 Nm  | 1332 cm3   | 223 km/h     | Manuale a 6 rapporti/ Automatico 7 o 8 rapporti | 8.5 sec (cambio manuale) 8.2 sec (cambio automatico) | Anteriore/ Integrale (cambio automatico a 8 rapporti) |                                        |                  |                  |              |
| B 220          |                    | M260                   | 140 kW (190 CV) | 300 Nm  | 1991 cm3   | 239 km/h     | Automatico 7 rapporti                           | 7.1 sec                                              | Anteriore/ Integrale (cambio automatico)              |                                        |                  |                  |              |
| B 250          |                    | M260                   | 165 kW (224 CV) | 350 Nm  | 1991 cm3   | 250 km/h     | Automatico 7 rapporti                           | 7.1 sec                                              | Anteriore/Integrale                                   |                                        |                  |                  |              |
| Diesel         |                    |                        |                 |         |            |              |                                                 |                                                      |                                                       |                                        |                  |                  |              |
| B 160 d        | 05/2019 – 10/2020  | OM608 8 V Common rail  | 70 kW (95 CV)   | 240 nm  | 1461 cm³   | 188 km/h     |                                                 | 12.7 sec                                             | Anteriore                                             | 43 l [23,8 l]                          | 4,1–4,3 l/100 km |                  |              |
| B 180 d        | 12/2018 –10/2020   | OM608 8 V Common rail  | 85 kW (116 CV)  | 260 Nm  | 1461 cm³   | 200 km/h     | Manuale a 6 rapporti/ Automatico 7 o 8 rapporti | 10.9 sec                                             | Anteriore                                             | 43 l [23,8 l]                          | 4,1–4,4 l/100 km | 109–115 g/km     |              |
| B 180 d        | 10/2020 – 10/2022  | OM654 16 V Common rail | 85 kW (116 CV)  | 280 Nm  | 1950 cm3   |              | Manuale a 6 rapporti/ Automatico a 8 rapporti   | 10.4 sec                                             | Anteriore                                             | 43 l [23,8 l]                          | 4,7–5,1 l/100 km | 124–134 g/km     |              |
| B 200 d        | 12/2018 –10/2022   | OM654 16 V Common rail | 110 kW (150 CV) | 320 Nm  | 1950 cm3   | 219 km/h     | Manuale a 6 rapporti/ Automatico a 8 rapporti   | 8.3 sec                                              | Anteriore                                             | 43 l [23,8 l]                          | 4,2–4,5 l/100 km | 112–119 g/km     |              |
| B 200 d 4MATIC | 10/2019 – 05/2021  | OM654 16 V Common rail | 110 kW (150 CV) | 320 Nm  | 1950 cm3   | 216 km/h     | Automatico a 8 rapporti                         | 8.6 sec                                              | Integrale                                             | 51 l [23,8 l]                          | 4,7–4,9 l/100 km | 123–129 g/km     |              |
| B 220 d        | 12/2018 –10/2022   | OM654 16 V Common rail | 140 kW (190 CV) | 400 Nm  | 1950 cm3   | 234 km/h     | Automatico a 8 rapporti                         | 7.2 sec                                              | Anteriore                                             | 43 l [23,8 l]                          |                  |                  |              |
| B 220 d 4MATIC | 10/2019 – 05/2021  | OM654 16 V Common rail | 140 kW (190 CV) | 400 Nm  | 1950 cm3   | 231 km/h     | Automatico a 8 rapporti                         | 7.0 sec                                              | Integrale                                             | 51 l [23,8 l]                          |                  |                  |              |
| Plug-in hybrid |                    |                        |                 |         |            |              |                                                 |                                                      |                                                       |                                        |                  |                  |              |
| B 250 e        |                    | M282                   | 118 kW (160 CV) | 230 Nm  | 1332 cm3   | 235 km/h     | Automatico a 8 rapporti                         | 6.8 sec                                              | Anteriore                                             |                                        |                  |                  |              |

|         | All-electric range (WLTP) | All-electric range (NEDC) | Electric motor power | Electric motor torque | Electric top speed | Battery |
| ------- | ------------------------- | ------------------------- | -------------------- | --------------------- | ------------------ | ------- |
| B 250 e |                           |                           |                      |                       |                    |         |

#### Restyling (2023->)
| Modello        | Anni di produzione | Motore         | Potenza                | Coppia         | Cilindrata     | Velocità max   | Transmissione  | Accelerazione (0-100) | Trazione       | Capacità serbatoio carburante [Adblue] | Consumi        | Emissioni di CO2 | Omologazione   |
| Ibrido benzina | Ibrido benzina     | Ibrido benzina | Ibrido benzina         | Ibrido benzina | Ibrido benzina | Ibrido benzina | Ibrido benzina | Ibrido benzina        | Ibrido benzina | Ibrido benzina                         | Ibrido benzina | Ibrido benzina   | Ibrido benzina |
| -------------- | ------------------ | -------------- | ---------------------- | -------------- | -------------- | -------------- | -------------- | --------------------- | -------------- | -------------------------------------- | -------------- | ---------------- | -------------- |
| B 180          | 10/2022 ->         |                | 100 +10 kW (136+14 CV) |                | 1332 cm3       |                |                |                       |                |                                        |                | 136 - 151 g/Km   |                |
| B 200          |                    |                | 120 +10 kW (163+14 CV) |                | 1332 cm3       |                |                |                       |                |                                        |                | 136 - 151 g/Km   |                |
| B 250 4MATIC   |                    |                | 165 +10 kW (224+14 CV) |                | 1991 cm3       |                |                |                       |                |                                        |                | 161 - 176 g/Km   |                |
| Diesel         |                    |                |                        |                |                |                |                |                       |                |                                        |                |                  |                |
| B 180 d        |                    |                | 85 kW (116 CV)         |                | 1950 cm3       |                |                |                       |                |                                        |                | 136 - 151 g/Km   |                |
| B 200 d        |                    |                | 110 kW (150 CV)        |                | 1950 cm3       |                |                |                       |                |                                        |                | 133 - 148 g/Km   |                |
| B 200 d 4MATIC |                    |                | 110 kW (150 CV)        |                | 1950 cm3       |                |                |                       |                |                                        |                | 133 - 148 g/Km   |                |
| B 220 d        |                    |                | 140 kW (190 CV)        |                | 1950 cm3       |                |                |                       |                |                                        |                | 135 - 148 g/Km   |                |
| B 220 d 4MATIC |                    |                | 140 kW (190 CV)        |                | 1950 cm3       |                |                |                       |                |                                        |                | 135 - 148 g/Km   |                |
| Plug-in hybrid |                    |                |                        |                |                |                |                |                       |                |                                        |                |                  |                |
| B 250 e        |                    |                | 118+75 kW (160+102 CV) |                | 1332 cm3       |                |                |                       |                |                                        |                | 20.0 - 27.0 g/Km |                |